# Æthelburh de Faremoutiers
Pour les articles homonymes, voir Æthelburh.
Æthelburh ou Æthelburga, parfois francisé en Ethelburge ou Aubierge, est une princesse et religieuse anglo-saxonne du milieu du VIIe siècle.

## Biographie
Fille du roi des Angles de l'Est Anna, Æthelburh entre dans les ordres et devient religieuse à l'abbaye de Faremoutiers, dans le royaume des Francs. Le chroniqueur Bède le Vénérable explique qu'il n'existe alors que peu de monastères en Angleterre, si bien que les Anglais désireux de devenir moines choisissent généralement de se rendre sur le continent. Æthelburh devient la troisième abbesse de ce monastère à la mort de sa demi-sœur Sæthryth, vers 660.
Elle ordonne la construction d'une église dédiée aux Douze Apôtres dans laquelle elle est inhumée après sa mort, en 664. Cette église reste inachevée. Sept ans plus tard, en 671, la communauté de Faremoutiers transfère le corps d'Æthelburh, qui s'avère incorruptible, dans l'église Saint-Étienne.
Considérée comme sainte, Æthelburh est fêtée le 7 juillet.